# Mètrica de Reissner–Nordström

Analogia en gelosia de la deformació de l'espai-temps causada per una massa planetària.

En física i astronomia, la mètrica de Reissner–Nordström és una solució estàtica de les equacions de camp d'Einstein–Maxwell, que correspon al camp gravitatori d'un cos carregat, no giratori i esfèricament simètric de massa M. La solució anàloga per a un cos carregat i giratori ve donada per la mètrica de Kerr-Newman.
La mètrica va ser descoberta entre 1916 i 1921 per Hans Reissner, Hermann Weyl, Gunnar Nordström i George Barker Jeffery de manera independent.

## Mètrica
En coordenades esfèriques {\displaystyle (t,r,\theta ,\varphi )}, la mètrica de Reissner–Nordström (és a dir, l'element de línia) és
{\displaystyle ds^{2}} {\displaystyle =c^{2}\,d\tau ^{2}} {\displaystyle =\left(1-{\frac {r_{\text{s}}}{r}}+{\frac {r_{\rm {Q}}^{2}}{r^{2}}}\right)c^{2}\,dt^{2}} {\displaystyle -\left(1-{\frac {r_{\text{s}}}{r}}+{\frac {r_{Q}^{2}}{r^{2}}}\right)^{-1}\,dr^{2}} {\displaystyle -~r^{2}\,d\theta ^{2}} {\displaystyle -~r^{2}\sin ^{2}\theta \,d\varphi ^{2},}
on
- {\displaystyle c} és la velocitat de la llum
- {\displaystyle \tau } és el moment adequat
- {\displaystyle t} és la coordenada del temps (mesurada per un rellotge estacionari a l'infinit).
- {\displaystyle r} és la coordenada radial
- {\displaystyle (\theta ,\varphi )} són els angles esfèrics
- {\displaystyle r_{\text{s}}} és el radi de Schwarzschild del cos donat per {\displaystyle \textstyle r_{\text{s}}={\frac {2GM}{c^{2}}}}
- {\displaystyle r_{Q}} és una escala de longitud característica donada per {\displaystyle \textstyle r_{Q}^{2}={\frac {Q^{2}G}{4\pi \varepsilon _{0}c^{4}}}}
- {\displaystyle \varepsilon _{0}} és la constant elèctrica.

La massa total del cos central i la seva massa irreductible estan relacionades per
{\displaystyle M_{\rm {irr}}={\frac {c^{2}}{G}}{\sqrt {\frac {r_{+}^{2}}{2}}}\ \to \ M={\frac {Q^{2}}{16\pi \varepsilon _{0}GM_{\rm {irr}}}}+M_{\rm {irr}}.}
La diferència entre {\displaystyle M} i {\displaystyle M_{\rm {irr}}} es deu a l'equivalència de massa i energia, la qual cosa fa que l'energia del camp elèctric també contribueixi a la massa total.
En el límit que el càrrec {\displaystyle Q} (o equivalentment, l'escala de longitud {\displaystyle r_{Q}}) va a zero, es recupera la mètrica de Schwarzschild. La teoria newtoniana clàssica de la gravetat es pot recuperar en el límit com a relació {\displaystyle r_{\text{s}}/r} va a zero. En el límit que tots dos {\displaystyle r_{Q}/r} i {\displaystyle r_{\text{s}}/r} anar a zero, la mètrica es converteix en la mètrica de Minkowski per a la relativitat especial.
A la pràctica, la proporció {\displaystyle r_{\text{s}}/r} sovint és extremadament petit. Per exemple, el radi de Schwarzschild de la Terra és aproximadament 9 mm (3/8 de polzada), mentre que un satèl·lit en una òrbita geosíncrona té un radi orbital {\displaystyle r} això és aproximadament quatre mil milions de vegades més gran, amb 42.164 km (26.200 miles). Fins i tot a la superfície de la Terra, les correccions a la gravetat newtoniana són només una part de cada mil milions. La proporció només augmenta a prop dels forats negres i altres objectes ultradensos com les estrelles de neutrons.

## Forats negres carregats
Encara que forats negres carregats amb r Q ≪ r s són similars al forat negre de Schwarzschild, tenen dos horitzons: l'horitzó d'esdeveniments i un horitzó intern de Cauchy. Igual que amb la mètrica de Schwarzschild, els horitzons d'esdeveniments de l'espai-temps es troben on el component mètric {\displaystyle g_{rr}} divergeix; és a dir, on {\displaystyle 1-{\frac {r_{\rm {s}}}{r}}+{\frac {r_{\rm {Q}}^{2}}{r^{2}}}=-{\frac {1}{g_{rr}}}=0.}
Aquesta equació té dues solucions: {\displaystyle r_{\pm }={\frac {1}{2}}\left(r_{\rm {s}}\pm {\sqrt {r_{\rm {s}}^{2}-4r_{\rm {Q}}^{2}}}\right).}
Aquests horitzons d'esdeveniments concèntrics es degeneren durant 2 r Q = r s, que correspon a un forat negre extrem. Forats negres amb 2 r Q > r s no pot existir a la natura perquè si la càrrega és més gran que la massa no pot haver-hi cap horitzó d'esdeveniments físics (el terme sota l'arrel quadrada esdevé negatiu). Els objectes amb una càrrega superior a la seva massa poden existir a la natura, però no poden col·lapsar-se en un forat negre i, si poguessin, mostrarien una singularitat nua. Les teories amb supersimetria solen garantir que aquests forats negres "superextrems" no poden existir.
El potencial electromagnètic és {\displaystyle A_{\alpha }=(Q/r,0,0,0).}
Si els monopols magnètics s'inclouen a la teoria, s'obté una generalització per incloure la càrrega magnètica P substituint Q2 per Q2 + P2 a la mètrica i incloent el terme P cos θ dφ en el potencial electromagnètic

## Dilatació del temps gravitatori
La dilatació temporal gravitatòria a les proximitats del cos central ve donada per {\displaystyle \gamma ={\sqrt {|g^{tt}|}}={\sqrt {\frac {r^{2}}{Q^{2}+(r-2M)r}}},} que es relaciona amb la velocitat d'escapament radial local d'una partícula neutra {\displaystyle v_{\rm {esc}}={\frac {\sqrt {\gamma ^{2}-1}}{\gamma }}.}